# الرباط (الحيمة الخارجية)

تعديل مصدري - تعديل

الرباط هي إحدى قرى عزلة المحيام بمديرية الحيمة الخارجية التابعة لمحافظة صنعاء، بلغ تعداد سكانها 253 نسمة حسب تعداد اليمن لعام 2004.